# Colt Police Positive Special
Представлений в 1907 році Colt Police Positive Special був револьвером подвійної дії на малій рамі з барабаном на шість набоїв, під набій .38 Special. Револьвер Police Positive Special призначався для продажу правоохоронним органам і має репутацію наймасовішого револьвера Кольта. Було випущено більше 750000 одиниць.

## Розробка та історія

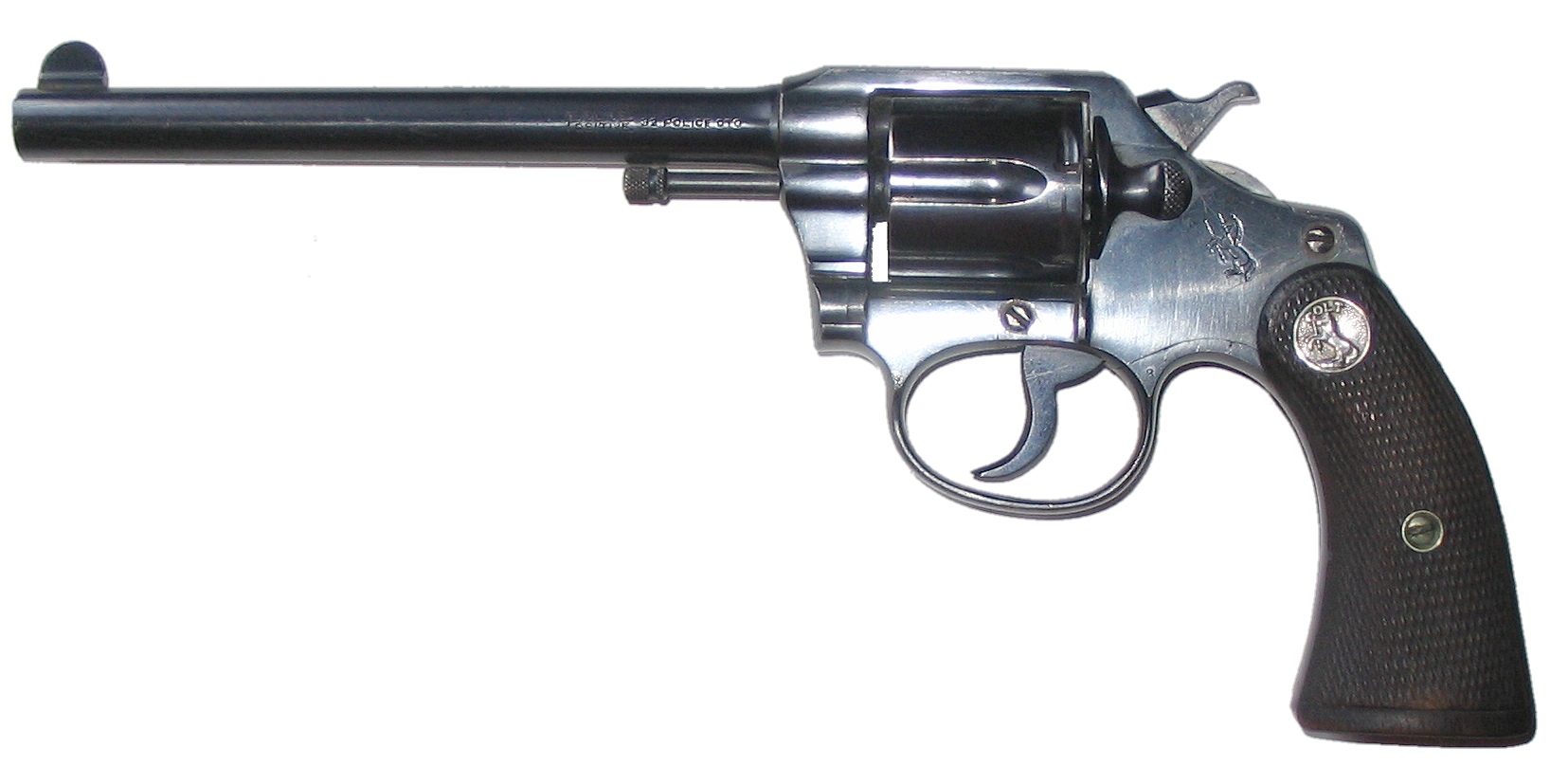
Револьвер Colt Police Positive під набій .32 Colt New Police з шестидюймовим стволом.

Револьвер Police Positive Special був покращенням попередньої моделі Кольта Police Positive, єдиною відмінністю є дещо довший барабан та подовжена і зміцнена рама, що дозволяло заряджати револьвер довшими, більш потужними набоями .32-20 Winchester та .38 Special. Крім того револьвери випускали під набої .32 Colt New Police та .38 Colt New Police. Випускали версії зі стволами довжиною 4, 5 та 6 дюймів і поставляли зі щічками з дерева або твердої гуми.
Напочатку 20-го століття револьвери Кольта Colt Positive та Positive Special разом з револьвером Official Police, захопили левину частину ринку вогнепальної зброї для правоохоронців. Дуже популярний серед офіцерів поліції за свою легку вагу Positive Special випустили кількома серіями або “випусками”. Перший випуск з'явився в 1927 році і мав характерні для Кольта щічки з твердої гуми початку 1900-х років. Другий випуск отримав дерев'яні щічки, які в перші роки були гладкими, пізніше вони стали рубчастими, крім того гладка верхня планка рами була замінена зубчастою для зменшення відблиску. Третій випуск з'явився в 1947 році, а четвертий випуск з'явився в 1977 році з кожухом, який закривав шомпол-ежектор в стилі револьвера Colt Python. Виробництво револьвера Police Positive Special було припинено в 1995 році.

## Конструктивні особливості

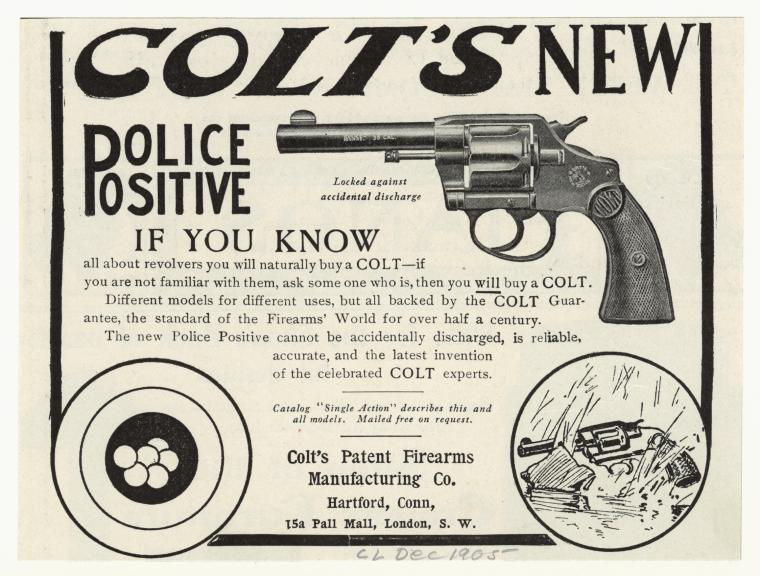
Реклама 1905 року нового револьвера Кольта Police Positive.

Зроблений з високоякісної вуглецевої сталі, револьвер Positive Special мав характерні для Кольта сильно поліровані поверхні і пропонувався у фірмовому королівському синьому воронуванні, а також у нікельованій обробці. Створений на рамі “D”, револьвер пропонували з чотирьох, п'яти та шести дюймовими стволами. Вага револьвера з 4-дюймовим стволом становила лише 23 унції (653 г). Positive Special також отримав запобіжник Кольта “Positive Lock”, який не давав ударнику вдарити по капсулю, якщо на спусковий гачок не натиснули навмисно. Запобіжник було розроблено для усунення проблем ранніх моделей, наприклад Single Action Army, щоб запобігти випадковим пострілам навіть коли по ударнику було випадково нанесено удар або якщо револьвер впустили, що дозволяло безпечно носити повністю заряджений револьвер. Приціл револьвера мав мушку та фіксований механічний відкритий цілик, який був простою фрезерованою канавкою V-подібної форми на верхній планці револьвера.

## Fitz Special

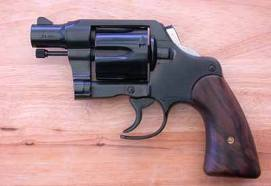
Fitz Special

Джон Генрі Фіцджеральд вперше представив концепцію короткоствольного револьвера Fitz Special в середині 1920-х років, коли модифікував револьвер .38 Special Colt Police Positive Special, який мав найкоротший ствол довжиною чотири дюйми.
Револьвери Fitz Special робили шляхом переробки будь-якого револьвера Кольта стандартного розміру. Вкорочували ствол до двох дюймів, вкорочували стрижень ежектора, спилювали шпору курка, закруглювали руків'я та прибирали передню частину спускової скоби. Зміна форми курка та руків'я дозволяла швидко витягати зброю з кишені  не чіпляючись за тканину. Спиляна спускова скоба дозволяла швидко відкрити вогонь, навіть у рукавичках або стрільцями з товстими пальцями.
Хоча деякі історики незгодні, вважають, що з заводу було випущено від сорока до двохсот револьверів Fitz Special перероблених з різних револьверів Кольта, самим Фіцджеральдом. Fitz Special був попередником сучасних короткоствольних револьверів, а саме прототипом револьвера Colt Detective Special, першого серійного короткоствольного револьвера зі стволом два дюйми. Навіть після появи в 1927 році револьвера Detective Special, Фіцджеральд продовжив випускати перероблені револьвери для особливих клієнтів.
Полковники Рекс Епплгейт та Чарльз Аскінс були прихильниками револьвера Fitz Special. Чарльз Ліндберг, Вільям Павелл та Клайд Берроу також носили револьвери Fitz Special.